# کریستوف هوخهایزلر
کریستوف هوخهایزلر (آلمانی: Christoph Hochhäusler؛ زادهٔ ۱۰ ژوئیهٔ ۱۹۷۲) کارگردان فیلم و فیلم‌نامه‌نویس اهل آلمان است.
فیلم من گناه کارم در بخش نوعی نگاه جشنواره فیلم کن ۲۰۰۵ و پایین شهر در جشنواره فیلم کن ۲۰۱۰ به کارگردانی وی به نمایش در آمده است.